# Karem Jaber
Karem Jaber (in ebraico כראם גאבר‎?; Jaljulia, 31 ottobre 2000) è un calciatore israeliano, difensore del Maccabi Netanya.

## Carriera

### Club
Cresciuto nel settore giovanile del Maccabi Netanya, ha esordito in prima squadra il 3 novembre 2019 disputando l'incontro di Ligat ha'Al perso 2-0 contro l'Hapoel Be'er Sheva.

### Nazionale
Ha giocato nelle nazionali giovanili israeliane Under-19 ed Under-21.

## Statistiche

### Presenze e reti nei club
Statistiche aggiornate al 27 marzo 2022.
| Stagione        | Squadra         | Campionato      | Campionato | Campionato | Coppe nazionali | Coppe nazionali | Coppe nazionali | Coppe continentali | Coppe continentali | Coppe continentali | Altre coppe | Altre coppe | Altre coppe | Totale | Totale |
| Stagione        | Squadra         | Comp            | Pres       | Reti       | Comp            | Pres            | Reti            | Comp               | Pres               | Reti               | Comp        | Pres        | Reti        | Pres   | Reti   |
| --------------- | --------------- | --------------- | ---------- | ---------- | --------------- | --------------- | --------------- | ------------------ | ------------------ | ------------------ | ----------- | ----------- | ----------- | ------ | ------ |
| 2019-2020       | Maccabi Netanya | LHA             | 15+4       | 0          | CI+TC           | 2+0             | 0               |                    | -                  | -                  |             | -           | -           | 21     | 0      |
| 2020-2021       | Maccabi Netanya | LHA             | 18+5       | 1+0        | CI+TC           | 0+3             | 0               |                    | -                  | -                  |             | -           | -           | 26     | 1      |
| 2021-2022       | Maccabi Netanya | LHA             | 23+1       | 0          | CI+TC           | 2+4             | 1+0             |                    | -                  | -                  |             | -           | -           | 30     | 1      |
| Totale carriera | Totale carriera | Totale carriera | 66         | 1          |                 | 11              | 1               |                    | -                  | -                  |             | -           | -           | 77     | 2      |

### Cronologia presenze e reti in nazionale
| Cronologia completa delle presenze e delle reti in nazionale ― Israele under 21 | Cronologia completa delle presenze e delle reti in nazionale ― Israele under 21 | Cronologia completa delle presenze e delle reti in nazionale ― Israele under 21 | Cronologia completa delle presenze e delle reti in nazionale ― Israele under 21 | Cronologia completa delle presenze e delle reti in nazionale ― Israele under 21 | Cronologia completa delle presenze e delle reti in nazionale ― Israele under 21 | Cronologia completa delle presenze e delle reti in nazionale ― Israele under 21 | Cronologia completa delle presenze e delle reti in nazionale ― Israele under 21 |
| Data                                                                            | Città                                                                           | In casa                                                                         | Risultato                                                                       | Ospiti                                                                          | Competizione                                                                    | Reti                                                                            | Note                                                                            |
| ------------------------------------------------------------------------------- | ------------------------------------------------------------------------------- | ------------------------------------------------------------------------------- | ------------------------------------------------------------------------------- | ------------------------------------------------------------------------------- | ------------------------------------------------------------------------------- | ------------------------------------------------------------------------------- | ------------------------------------------------------------------------------- |
| 2-9-2021                                                                        | Győr                                                                            | Ungheria under 21                                                               | 1 – 2                                                                           | Israele under 21                                                                | Qual. Europeo Under-21 2023                                                     | -                                                                               | 70’                                                                             |
| 7-9-2021                                                                        | Lublino                                                                         | Polonia under 21                                                                | 1 – 2                                                                           | Israele under 21                                                                | Qual. Europeo Under-21 2023                                                     | -                                                                               |                                                                                 |
| 7-10-2021                                                                       | Paderborn                                                                       | Germania under 21                                                               | 3 – 2                                                                           | Israele under 21                                                                | Qual. Europeo Under-21 2023                                                     | -                                                                               | 75’ 80’                                                                         |
| 12-10-2021                                                                      | Petah Tiqwa                                                                     | Israele under 21                                                                | 2 – 1                                                                           | Lettonia under 21                                                               | Qual. Europeo Under-21 2023                                                     | -                                                                               |                                                                                 |
| 16-11-2021                                                                      | Petah Tiqwa                                                                     | Israele under 21                                                                | 3 – 0                                                                           | Ungheria under 21                                                               | Qual. Europeo Under-21 2023                                                     | -                                                                               |                                                                                 |
| 24-3-2022                                                                       | Petah Tiqwa                                                                     | Israele under 21                                                                | 2 – 2                                                                           | Polonia under 21                                                                | Qual. Europeo Under-21 2023                                                     | -                                                                               |                                                                                 |
| Totale                                                                          |                                                                                 | Presenze                                                                        | 6                                                                               |                                                                                 | Reti                                                                            | 0                                                                               |                                                                                 |